# كعكة القهوة الأمريكية
قد تشير كعكة القهوة إلى كعكة إسفنجية مطعمة بالقهوة  أو في الولايات المتحدة إلى كعكة حلوة يُراد تناولها مع القهوة أو الشاي (على غرار كعكة الشاي). تُخبز كعكة القهوة بشكل دائري وتكون ذات طبقتين مفصولتين بقشدة الزبدة وقهوة والتي قد تغطي الجزء الأعلى من الكعكة أيضًا. وقد يُضاف الجوز. 

## أصناف

أصناف كعكة القهوة
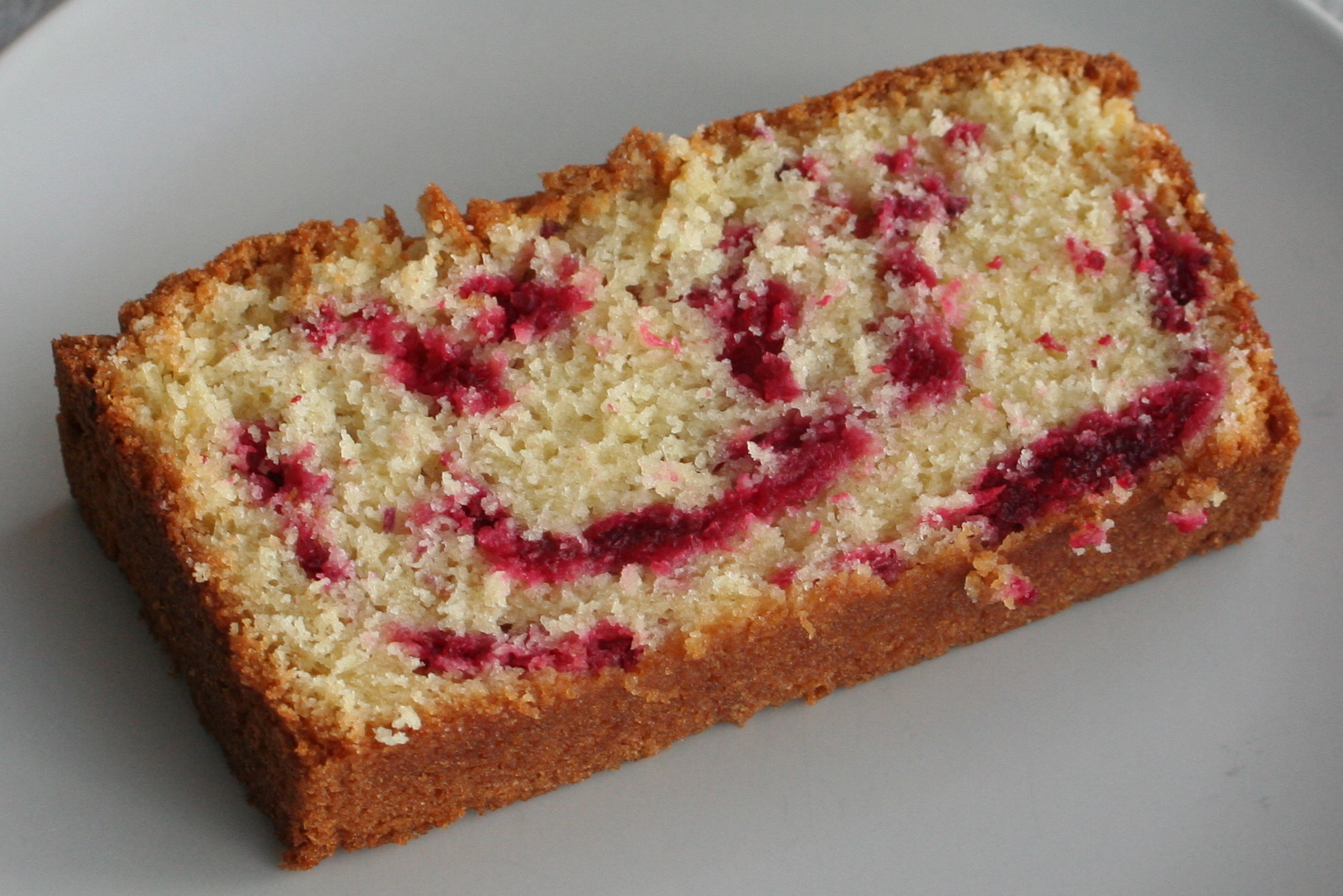
كعكة قهوة أمريكية بالعنبية
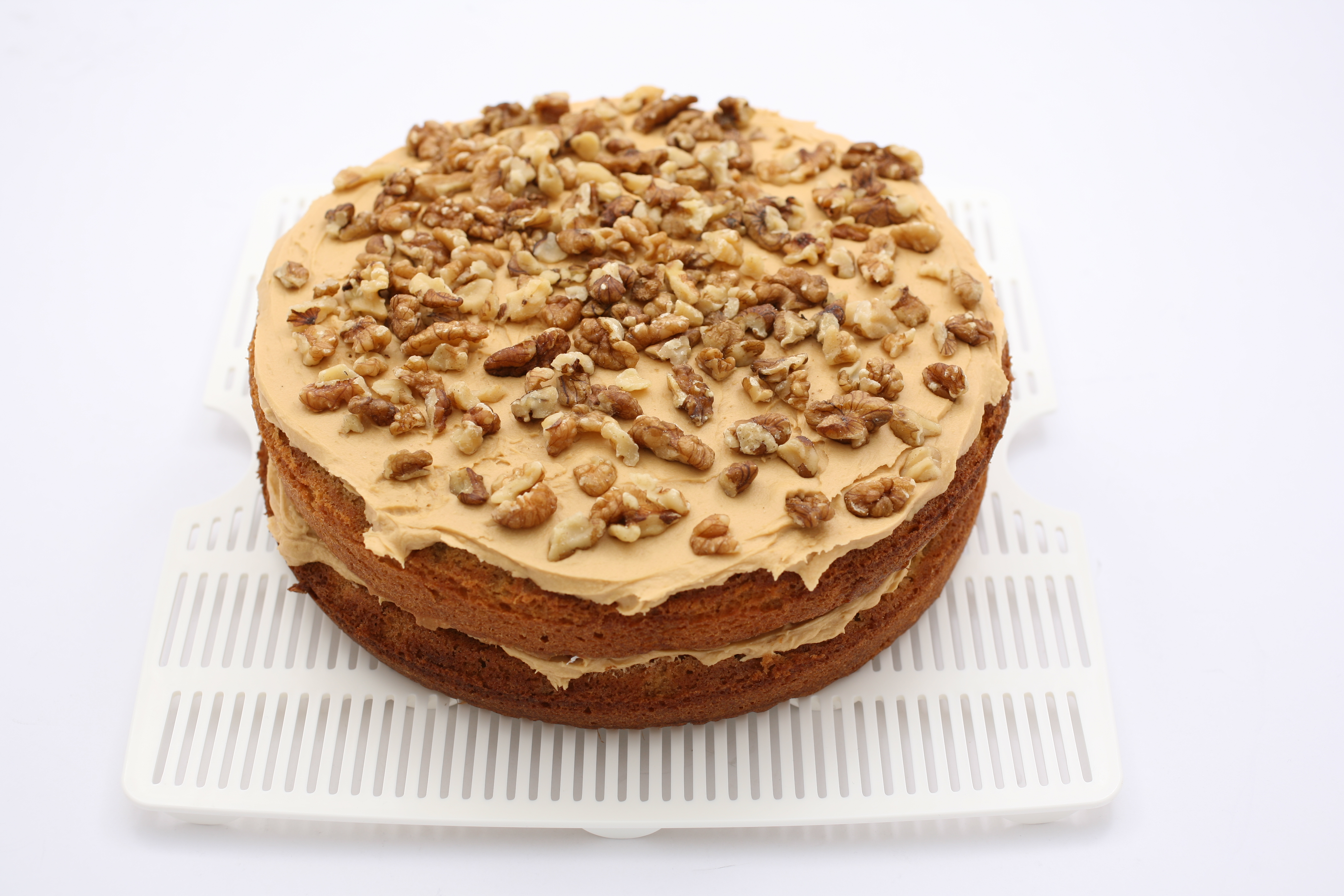
كعكة القهوة
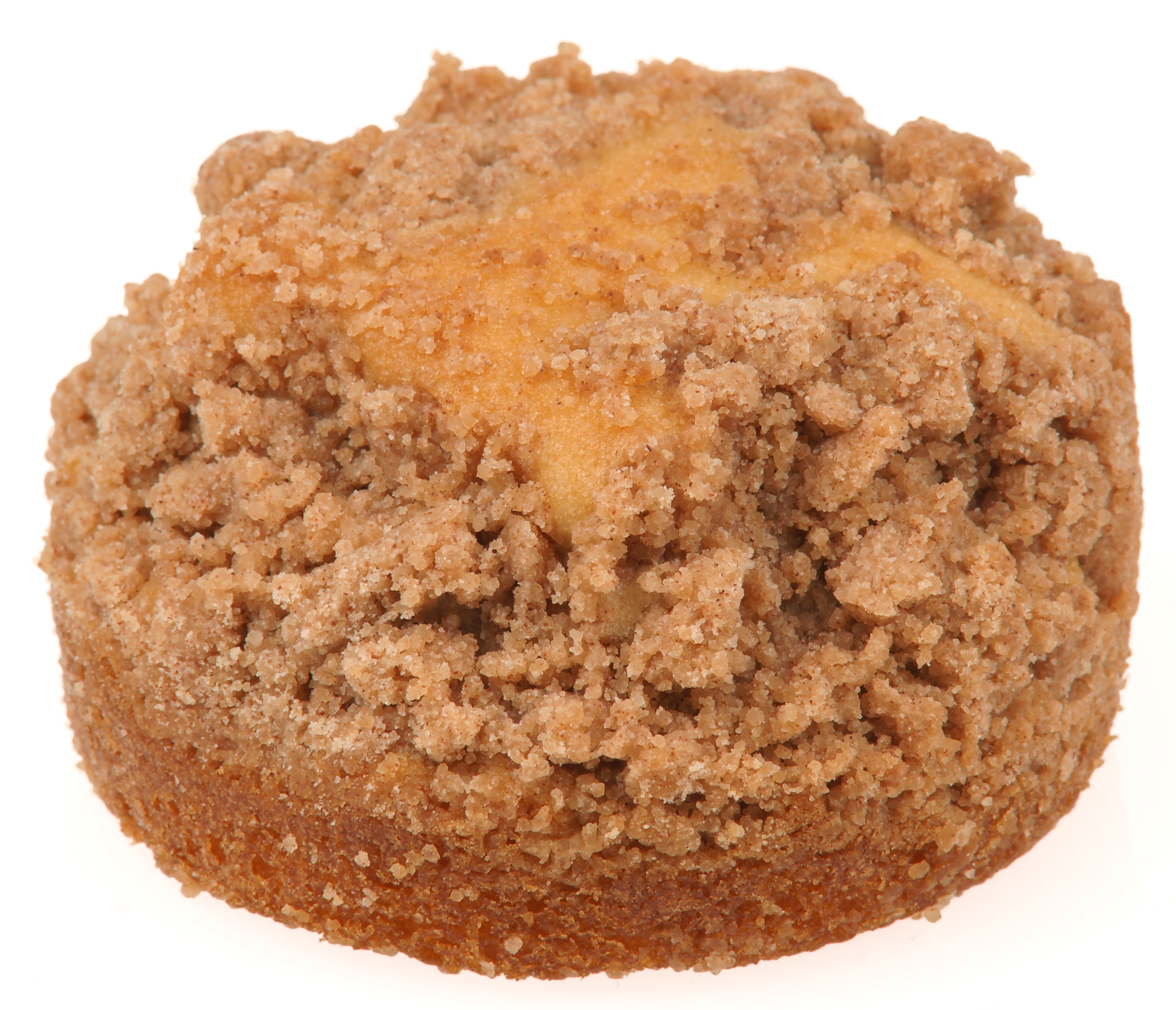
كعكة قهوة على الطريقة الأمريكية مع فتات في الأعلى ولا تحتوي قهوة
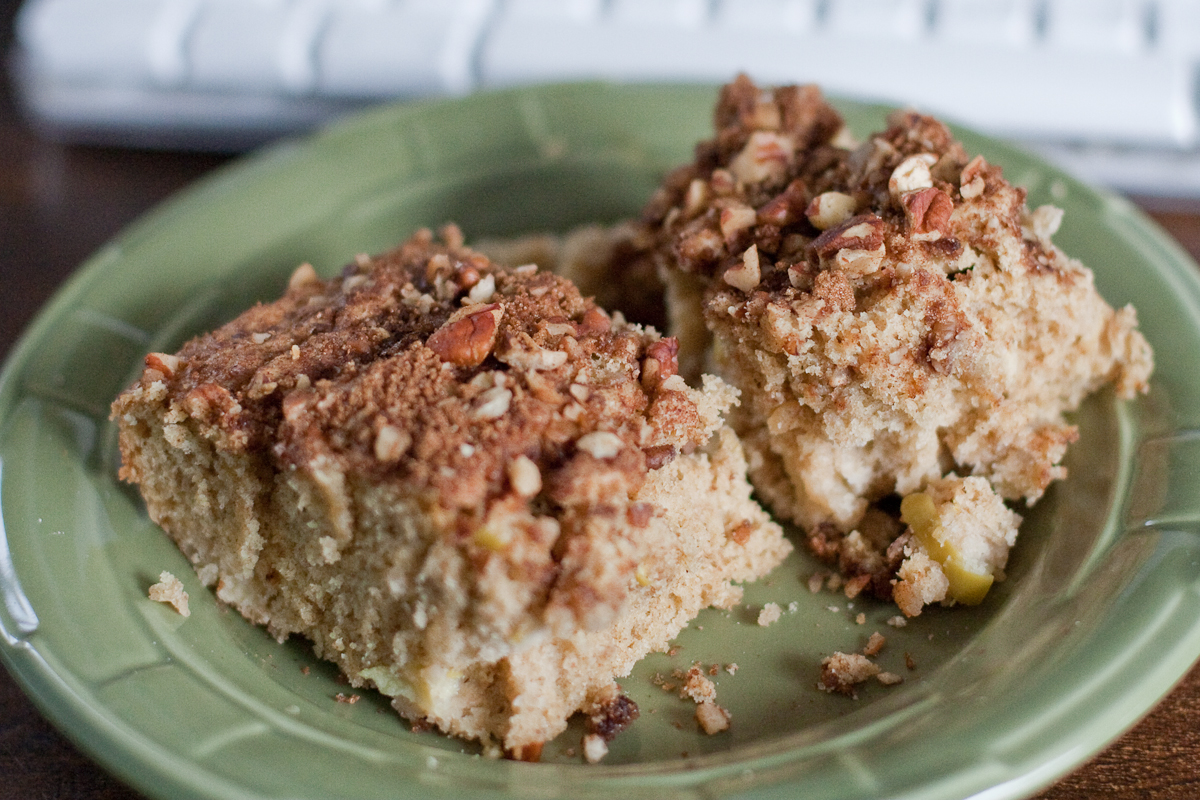
قطع كعكة قهوة أمريكية بصلصة تفاح على طبق
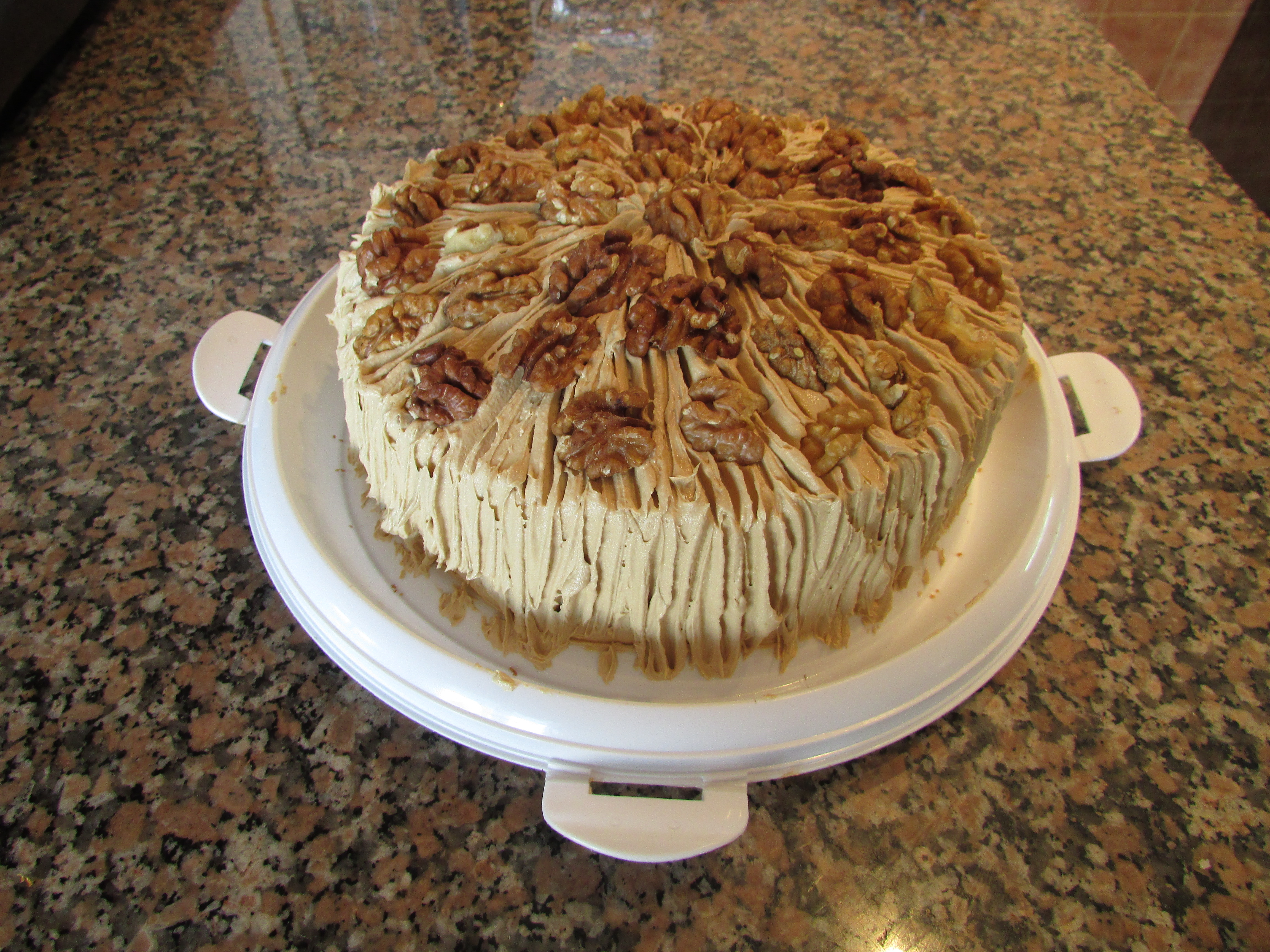
كعكة القهوة مع قشدة زبدة بالقهوة